# Alberto Nisman
Natalio Alberto Nisman (* 5. Dezember 1963 in Buenos Aires, Argentinien; † 18. Januar 2015 ebenda) war ein argentinischer Jurist und Sonderstaatsanwalt für die Ermittlungen zum Bombenanschlag auf das Amia-Gebäude von 1994.

## Leben
Alberto Nisman stammt aus einer mittelständischen jüdischen Familie in Buenos Aires. Nach dem Studium in seiner Heimatstadt begann er seine berufliche Laufbahn als Staatsanwalt in Morón in der Provinz Buenos Aires. Verheiratet war er mit der Richterin Sandra Arroyo Salgado, mit der er zwei Töchter hatte.
Im Jahr 2005 wurde er vom Präsidenten Néstor Kirchner als Staatsanwalt eingesetzt für die Ermittlungen zur Aufklärung eines Bombenanschlages auf das jüdische Gemeindezentrum Amia in Buenos Aires, bei dem im Juli 1994 85 Menschen getötet und 300 verletzt worden waren. Aus der Veröffentlichung von Depeschen US-amerikanischer Botschaften durch Wikileaks ging hervor, dass Nisman während seiner Arbeit enge Kontakte zur US-Botschaft und zur CIA hatte. Er erhob 2013 Anklage gegen mehrere Vertreter der iranischen Regierung. Die iranische Regierung lieferte die beschuldigten Staatsbürger jedoch nicht aus. Deshalb verhandelte der damalige argentinische Außenminister Timerman mit dem Iran ein, danach nicht in Kraft getretenes, Abkommen. Es sollte Nisman ermöglichen, die Beschuldigten im Iran zu befragen und sah die Einsetzung einer gemeinsamen „Wahrheitskommission“ vor. In seiner Anklageschrift von 2015 beschuldigte er daraufhin die damalige argentinische Präsidentin Cristina Fernández de Kirchner und andere hochrangige Funktionäre, dass sie die Aufklärung des Terrorattentates zu verhindern versuchten.

## Tod und nachfolgende Entwicklung bis 2017
Wenige Stunden vor seiner Anhörung vor dem argentinischen Nationalkongress wurde Nisman am Abend des 18. Januar 2015 in seiner Wohnung erschossen aufgefunden, neben ihm eine Pistole und eine leere Patronenhülse. Nach dem Tod von Nisman kam es zu einer Großdemonstration vor dem argentinischen Parlament mit der Forderung, dass die Regierung den Fall zu erklären habe. Er wurde auf einem jüdischen Friedhof nahe Buenos Aires beerdigt. Die größte argentinische Zeitung Clarín berichtete nach dem Tod, Informanten aus der CIA hätten ihr mitgeteilt, dass Nisman ermordet wurde. Kirchner war zunächst der These eines Selbstmords gefolgt, später deutete sie an, dass Nisman einem Mordkomplott von Geheimdienstleuten zum Opfer gefallen sein könnte. Kirchner kündigte die Auflösung des Dienstes an.
Laut Nisman hatte der Richter Claudio Bonadio ihn mit Morddrohungen unter Druck gesetzt. Bonadio wurde zuvor vom AMIA-Fall von der Bundeskammer, aufgrund seiner politischen Verbindungen zur früheren konservativen Regierung von Carlos Menem, wegen Befangenheit abgerufen. Gerardo Pollicita übernahm als Nachfolger von Nisman, die Klage gegen Kirchner, das zuständige Gericht und später das Bundesgericht wiesen die Anklage zurück. Bonadio übernahm später den Fall und erließ im Dezember 2017 einen Haftbefehl gegen Cristina Kirchner und 11 weitere Personen wegen „Hochverrats“ aufgrund der mutmaßlichen Verschleierung des Amia-Anschlags. Ende 2017 kam der Bundesrichter Julian Ercolini zu dem Urteil, bei dem Tod Nismans könne es sich nicht um einen Suizid gehandelt haben. Laut der zuständigen Staatsanwältin Viviane Fein fanden sich schlussendlich keine Befunde für einen Mord, es gebe etwa keine Hinweise, dass sich eine weitere Person während des vermutlichen Todeszeitpunkts in dem Badezimmer aufgehalten habe.
Die Bundesstrafkammer sprach Cristina Kirchner und ihre Beamten im Oktober 2021 vom Vorwurf frei, die Verantwortlichen für den Bombenanschlag gedeckt zu haben. Der israelische Geheimdienst Mossad kam in seiner internen (und von der New York Times 2022 teils veröffentlichten) Untersuchung zu dem Schluss, dass die argentinische Regierung nicht in irgendeiner Weise in den Anschlag involviert ist und beschuldigte die Hisbollah, den Anschlag als Rache für Aktionen des israelischen Militärs im Libanon verübt zu haben.
Der Journalist Facundo Pastor veröffentlichte aufgrund seiner Recherchen das Buch Nisman – Crime or Suicide? Hero or Spy?. Er schlussfolgerte aus Depeschen der US-Botschaft, dass Nisman sämtliche rechtliche Schritte mit der US-Botschaft kommunizierte. Vor seinem Tod hatte Nisman laut Pastor jedoch die Unterstützung der US-Regierung verloren. Nisman realisierte demnach, dass er aus den USA keine Beweise für seine Anklage erhalten werde und stand somit mit leeren Händen da. Zur Todesursache von Nisman kam Pastor zu keinem sicheren Ergebnis, wobei er einen Suizid für wahrscheinlicher als einen Mord hält. Der Filmautor Justin Webster befragte für eine 2020 veröffentlichte Netflix-Dokumentation zahlreiche Zeugen und Experten zum AMIA-Anschlag und den darum rankenden Justiz- und Geheimdienstaffären. Demnach hatte Nisman ein Bankkonto mit Vermögen unbekannter Herkunft und pflegte engen Austausch im Geheimdienstumfeld. Jens Glüsing für das Magazin Der Spiegel schlussfolgerte aus der Dokumentation, dass die Beweislage von Nisman gegen Kirchner dünn war und ein Suizid die plausibelste Erklärung ist, dies ergebe sich auch aus den eigenen Recherchen. Nisman erscheine als Marionette im Intrigenspiel der Geheimdienste.

## Dokumentarfilm
- Justin Webster (Regisseur): Nisman – Tod eines Staatsanwalts, 6-teiliger Dokumentarfilm, Spanien 2020[23]